# Sílbion
Sílbion (en llatí Silbium, en grec antic Σίλβιον) era una petita ciutat de Frígia a l'est d'Apamea i Celenes i al nord del naixement del riu Meandre, segons Claudi Ptolemeu i Plini el Vell.
A l'època cristiana aquest lloc era la seu d'un bisbe. Les fonts romanes d'Orient l'esmenten ocasionalment amb el nom deformat de Silbia, Sublas, Sublium o Syblaea. Probablement és la moderna Sandukli.